# Штајерска вас
Штајерска вас (словен. Štajerska vas) је насељено место у општини Словенске Коњице, Савињска регија, Словенија.

## Историја
До територијалне реорганизације у Словенији била је у саставу старе општине Словенске Коњица. Као самостално насељено место Штајерска вас постоји од 1999. године. Настала је издвајањем дела из насеља Сподњи Јернеј.

## Становништво
У попису становништва из 2011. године Штајерска вас је имала 41 становника.
| Број становника према пописима | Број становника према пописима |
| ------------------------------ | ------------------------------ |
| 2002                           | 2011                           |
| 44                             | 41                             |

Напомена: Године 1999. настала издвајањем дела из насеља Сподњи Јернеј.